# Триметозин
Триметозин (Триоксазин, Trioxazin, Sedoxazin, Trimetozinum, Trimetozine). 4-(3,4,5-Триметоксибензоил)-морфолин, или N-(3,4,5-триметоксибензоил)-тетрагидро-1,4-оксазин.

## Общая информация
Оказывает умеренное транквилизирующее действие, сочетающееся с активацией, некоторым повышением настроения без сонливости и интеллектуальной заторможенности. Не подавляет моно- и полисинаптические рефлексы, в связи с чем не оказывает миорелаксирующего действия.
Применяют при невротических расстройствах, протекающих с преобладанием гипостенических проявлений (адинамия, вялость, заторможенность).
Препарат назначают внутрь (после еды), обычно 0,3 г (1 таблетка) 2 раза в день. При лёгких невротических состояниях суточная доза может составлять 0,6—0,9 г (по 1 таблетке 2—3 раза в день), а при выраженных симптомах увеличивают дозу через 3—4 дня до 1,2—1,8 г в день (всего 4—6 таблеток; в отдельных случаях доза может быть повышена до 10 таблеток в сутки).
Детям назначают в меньших дозах в соответствии с возрастом по 1/4—1/2 1 таблетке до 3—5 раз в сутки.
Триоксазин обычно хорошо переносится и может использоваться в стационарных и амбулаторных условиях. При приёме относительно больших доз могут наблюдаться слабость, вялость, лёгкая тошнота, сонливость, в отдельных случаях аллергические реакции, диспепсические явления, сухость во рту и горле. Редко отмечается усиление беспокойства, напряжения, страха. При длительном применении триоксазина (так же как и других транквилизаторов) возможно развитие психического привыкания.

## Фармакология
Предположительно, триметозин осуществляет свое анксиолитическое действие за счет активации бензодиазепинового сайта ГАМК А рецепторов. Эту гипотезу дополняет тот факт, что противотревожное действие отменяется введением флумазенила – селективного антагониста бензодиазепиновых рецепторов. Однако на момент начала 2023 года более подробной информации о механизме действия этого вещества нет.

## Форма выпуска
Форма выпуска: таблетки по 0,3 г в упаковке по 20 штук.